# Барре, Хамза Абди
Хамза Абди Барре (сомал. Xamse Cabdi Barre, араб. حمزة عبد بري‎; род. 1972 или 1973, Кисмайо) — сомалийский государственный и политический деятель. Премьер-министр Сомали с 25 июня 2022 года.

## Биография
Хамза Абди Барре родился в 1972 или в 1973 году в Кисмайо, провинция Нижняя Джуба. Получил начальное образование в Сомали. В 2001 году окончил Университет науки и технологий в Йемене и получил степень бакалавра. С 2003 по 2004 год Хамза был исполнительным директором сети формального частного образования в Сомали (FPENS), школы в Могадишо. Он стал соучредителем Университета Кисмайо, который был основан в августе 2005 года.
Окончил в 2009 году Международный исламский университет Малайзии и получил степень магистра в Малайзии. Затем Барре провел много лет в качестве педагога в Кисмайо и Могадишо, став старшим преподавателем в Университете Могадишо.

### Политическая карьера
Барре долгое время был сторонником партии «Союз за мир и развитие», занимая различные должности в учреждениях федерального правительства. С 2014 по 2015 год Барре был административным советником губернатора региона Банадир, а затем мэра Могадишо Хасана Мохамеда Хусейна.

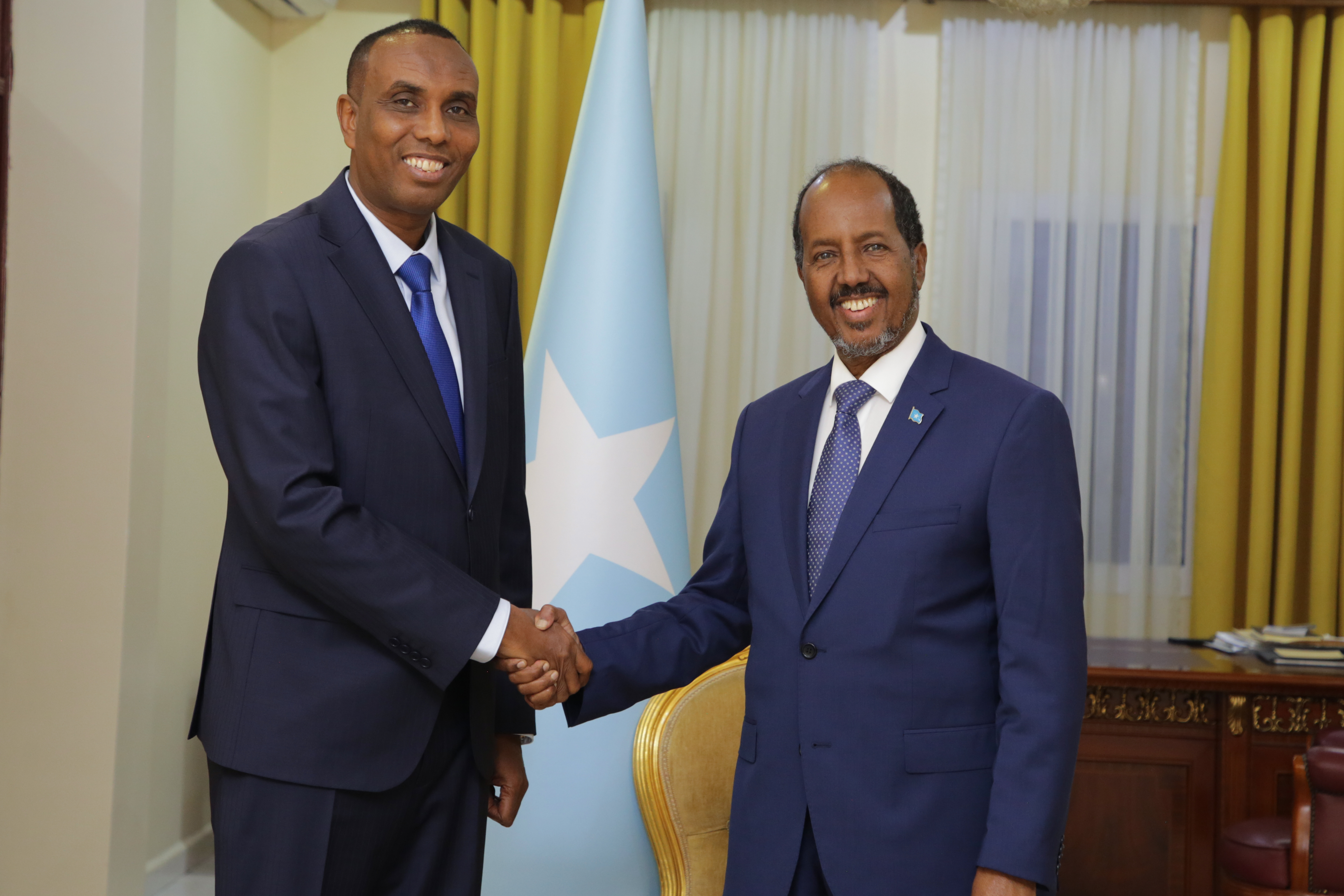
Хамза Абди Барре с президентом Сомали Хасаном Шейхом Махмудом 15 июня 2022 года

Барре также работал старшим советником в Министерстве конституционных дел и федерализма. В 2011—2017 годах занимал пост генерального секретаря Партии мира и развития, а с 2019 по 2020 год Барре являлся председателем избирательной комиссии Джубаленда.
28 декабря 2021 года Хамза Абди Барре был избран депутатом нижней палаты федерального парламента Сомали, представляя избирательный округ Афмадоу Средней Джуббы.
15 июня 2022 года Хамза Абди Барре был назначен президентом Хасаном Шейхом Махмудом на пост премьер-министра Сомали, сменив Мохамеда Хусейна Робле. 25 июня парламент единогласно поддержал кандидатуру Барре. Было объявлено, что в течение месяца он сформирует кабинет.